# Otto Loewi
Otto Loewi (Fráncfort, Alemania, 3 de junio de 1873 - Nueva York, 25 de diciembre de 1961) fue un fisiólogo alemán, nacido en el seno de una familia judía.
Estudió en la Universidad de Múnich y se licenció en Medicina en la Universidad de Estrasburgo. Abandona pronto la práctica asistencial de la medicina, para dedicarse a la investigación.
Impartió clases, como profesor ayudante, en la Universidad de Viena y en 1909 obtuvo la cátedra de Farmacología de la Universidad de Graz, pero a la llegada de los nazis le requisaron el cargo y tuvo que abandonar el país. Tras un breve periodo en Bruselas y Oxford, se trasladó a Nueva York en 1940, donde fue nombrado catedrático de la Facultad de Medicina de la Universidad de Nueva York. 

## Neurotransmisión
Loewi comenzó sus investigaciones a partir de una hipótesis de Elliot, que defendía que el impulso nervioso se trasmitía a través de una sustancia química. Loewi pudo demostrar que en el sistema nervioso parasimpático esta sustancia era la acetilcolina, sustancia que Henry Hallet Dale previamente había aislado. Ambos compartieron el Premio Nobel de Fisiología o Medicina en el año 1936.
El descubrimiento de Loewi dio origen al nacimiento de la teoría química de la trasmisión nerviosa, según la cual, la corriente nerviosa provoca, en el extremo de las fibras nerviosas, la liberación de una sustancia química que se llamó neurotransmisor.